# Mödlingbach
Mödlingbach är ett vattendrag i Österrike. Det ligger i distriktet Mödling och förbundslandet Niederösterreich, i den östra delen av landet, 16 km söder om huvudstaden Wien.
Trakten runt Mödlingbach består till största delen av jordbruksmark. Runt Mödlingbach är det ganska tätbefolkat, med 214 invånare per kvadratkilometer.